# الباجيارا
الباجيارا، (بالإنجليزية: Albagiara)‏، (سردينيا: أولاستا)، هي بلدية، في مقاطعة أوريستانو في إقليم سردينيا الإيطالي، وتقع على بعد حوالي 70 كم (43 ميل) شمال غرب كالياري وحوالي 30 كم (19 ميل) جنوب شرق أوريستانو.

## السكان
في سنة 1861 بلغ عدد السكان 308 نسمة، وتطور العدد ليصل في سنة 2011 لـ 277 نسمة.
يظهر هذا المخطط البياني تطور النمو السكاني لـ الباجيارا